# Interruptor de final de cursa

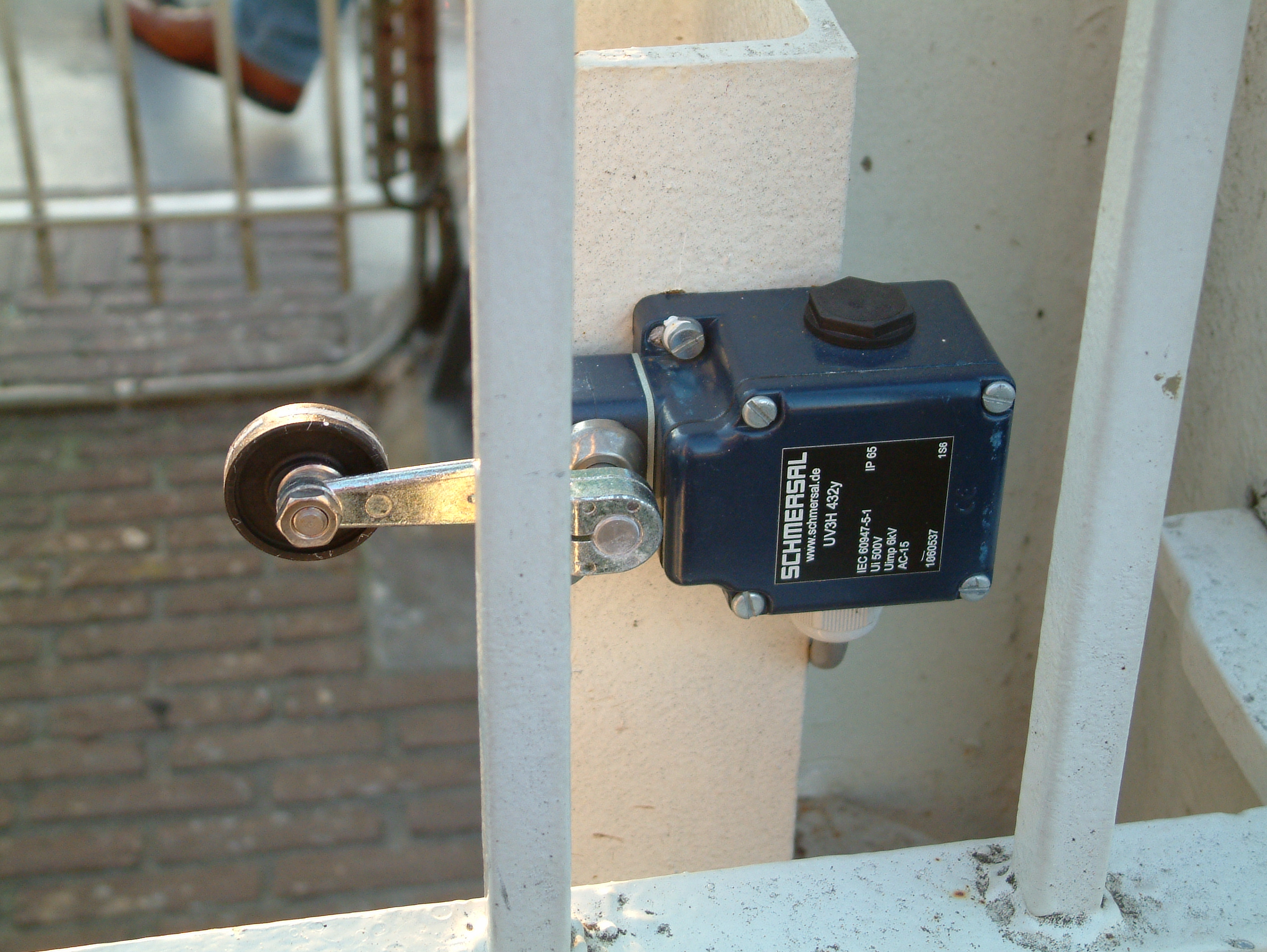
Interruptor de final de cursa electromecànic rotatiu emprat per controlar una porta.

Un interruptor de final de cursa és un tipus d'interruptor que canvia d'estat pel contacte amb una màquina en moviment o per la presència d'un objecte a una posició concreta. Hi ha una gran varietat d'interruptors de final de cursa segons la mida, nombre de connexions i funcionament. Aquests dispositius són molt comuns en sistemes i processos industrials, generalment controlant motors elèctrics, mitjançant relés, o actuadors hidràulics o pneumàtics.
Els interruptors de final de cursa es poden classificar segons el moviment que limiten o controlen, generalment lineal o rotatiu. Els lineals canvien d'estat quan un objecte es mou fins a una distància concreta en una direcció. Per altra banda, els rotatius funcionen amb un eix giratori i canvien d'estat quan s'arriba a un cert angle o nombre de revolucions. Tot i això, també hi ha models que poden controlar altres moviments. Per exemple, els pals oscil·lants poden detectar objectes provinents de qualsevol direcció.
El funcionament dels interruptors de final de cursa es pot basar en sistemes electromecànics, que són més habituals, o en components d'estat sòlid. Els models electromecànics empren braços d'activació, palanques, èmbols o altres parts sòlides per entrar en contacte amb els objectes i canviar l'estat del circuit. Aquests models poden funcionar amb elevats corrents elèctrics, són resistents a condicions ambientals dures i tenen un cost baix. Per altra banda, a causa del seu funcionament mecànic, pateixen desgast que s'ha de compensar amb una fabricació robusta i amb manteniment. Els interruptors de final de cursa d'estat sòlid, a diferència dels anteriors, no contenen parts mòbils. Detecten els objectes fent servir sensors òptics o magnètics que canvien l'estat del circuit fent servir altres components d'estat sòlid com resistors, condensadors i transistors. Aquests models, com que no estan sotmesos a fatiga mecànica, pateixen menys desgast però tenen un cost més elevat.
Els interruptors de final de cursa també poden tenir diferents tipus de contacte. N'hi poden haver amb posicions de repòs normalment obertes o tancades. Els contactes normalment oberts, quan fan contacte amb l'objecte, canvien a estat tancat, permetent que circuli corrent pel circuit. Els contactes normalment tancats funcionen de forma contrària, en estat de repòs permeten passar corrent i quan fan contacte no en deixen passar. El contacte necessari també pot ser momentani, si canvia d'estat només mentre hi ha contacte amb l'objecte, o mantingut, si el dispositiu manté el canvi d'estat fins i tot després que la condició d'actuació s'hagi acabat. Els contactes d'obertura o tancament positiu romanen oberts en la posició activada fins i tot en cas de fallada mecànica. Aquests interruptors s'empren sovint en aplicacions de seguretat crítiques per la seva fiabilitat.